# Ö1 Campus
Ö1 Campus (vormals oe1campus) ist ein österreichisches Webradio, welches vom ORF betrieben wird.
Der zuvor auf der Mittelwellenfrequenz ausgestrahlte Sender Radio 1476 wurde am 1. Jänner 2009 durch das Webradio oe1campus ersetzt, nachdem seitens der Betreibergesellschaft ORS der Betrieb der Sendeanlage aus Kostengründen eingestellt wurde.
Die Sendedauer wurde von täglich 6 Stunden auf ein 24-stündiges Vollprogramm ausgeweitet. Zielgruppe sind vor allem Schüler, Studenten und Migranten. Das Programmangebot besteht aus unterschiedlichen Elementen: Experimentelle Eigenproduktionen externer Redaktionen, Volksgruppensendungen, regionale Hörfunkprogramme sowie Inhalte, wie z. B. die Nachrichten, aus Ö1.
In einer ersten Phase werden die täglichen Neuproduktionen zyklisch wiederholt und durch Übernahmen von Radio Österreich 1 ergänzt. Später sollen nach Angaben des ORF neue Möglichkeiten für „partizipatives Radio“ eingeführt werden. Ausgestrahlt wird unter anderem die „Demokratiewerkstatt“ des Österreichischen Parlaments für Kinder und Jugendliche, die seit 2007 bestehende Interviewreihe „Mit Künstlern auf du und du“ des Schriftstellers Gerhard Blaboll, Sendungen des Projekts „Schülerradio“ sowie ein Volksgruppenangebot für die sechs autochthonen Volksgruppen Österreichs, der burgenlandkroatischen, der slowenischen, der ungarischen, der tschechischen, der slowakischen Volksgruppe sowie der Volksgruppe der Roma gemäß den Verpflichtungen des § 5.1 ORF-Gesetz.